# Fontenay-sur-Loing

Fontenay-sur-Loing este o comună în departamentul Loiret din centrul Franței. În 1 ianuarie 2022 avea o populație de 1.677 de locuitori.